# Distretto di Ujjain
Il distretto di Ujjain è un distretto del Madhya Pradesh, in India, di 1 709 885 abitanti. È situato nella divisione di Ujjain e il suo capoluogo è Ujjain.